# Quinto Sulpicio Camerino (console 46)
Quinto Sulpicio Camerino Petico (in latino: Quintus Sulpicius Camerinus Peticus/Pythicus; 13 circa – 67) è stato un magistrato e senatore romano, console dell'Impero romano.

## Biografia
Appartenente a una delle più antiche famiglie patrizie di Roma che però, prima di Augusto, non produceva un console dal 345 a.C., Camerino era verosimilmente figlio del console ordinario del 9, Quinto Sulpicio Camerino, che aveva recuperato e riutilizzato l'antico cognomen della famiglia. Una sua sorella, Sulpicia, sposò il console ordinario del 23 Gaio Antistio Vetere, ed ebbe come figli Camerino Antistio Vetere, console suffetto nel 46, Gaio Antistio Vetere, console ordinario nel 50, e forse Lucio Antistio Vetere, console ordinario nel 55. È stato anche proposto che, in realtà, Camerino e Camerino Antistio Vetere siano in realtà la stessa persona, che avrebbe in seguito cambiato nome: la ricostruzione non appare molto convincente, sebbene più economica.
Non molto è noto della carriera di Camerino. Il primo incarico attestato lo vede al vertice dello stato romano: egli è infatti attestato come console suffetto al fianco di Marco Giunio Silano dalla metà di marzo al giugno del 46, sostituendo il cugino Camerino Antistio Vetere, probabilmente morto in carica. Sempre sotto il principato di Claudio Camerino sembra essere stato cooptato nel collegio sacerdotale dei fratres Arvales, tra cui in ogni caso è attestato nel 57, nel 58, nel 58/59, nel 59/60 (anche come magister) e nel 63.
Dopo un decennio dal suo consolato, Camerino fu sorteggiato come proconsole d'Africa, con ogni probabilità per l'anno 56/57: al termine del suo mandato, nel 58, Camerino fu accusato da pochi cittadini della provincia, secondo Tacito più per atti di crudeltà che per malversazioni, ma fu assolto grazie all'intervento del princeps Nerone.
Il favore del princeps, però, non si dimostrò duraturo. Nel 67, Camerino e suo figlio, infatti, furono accusati di laesa maiestas dal delatore Marco Aquilio Regolo perché l'utilizzo del loro agnomen ancestrale Peticus o Pythicus avrebbe costituito un oltraggio agli onori conseguiti da Nerone nei Giochi Pitici durante il suo viaggio in Grecia: il liberto Elio, insignito dal princeps di amplissimi poteri in sua assenza, condannò entrambi a morte, ma è stato plausibilmente proposto che l'accusa fosse solo pretestuosa e facesse invece leva sul clima di sospetto venutosi a creare dopo la congiura dei Pisoni del 65.
Camerino fu l'ultimo console della sua antica gens patrizia, giacché il figlio morì insieme a lui: entrambi vengono ricordati come Camerini nobiles da Giovenale. La figlia, Sulpicia Pretestata, andò invece in sposa al console ordinario del 64 Marco Licinio Crasso Frugi, discendente di importantissime famiglie repubblicane e anch'egli condannato a morte negli ultimissimi anni del principato di Nerone sempre da Aquilio Regolo: i due ebbero come figli Licinia Pretestata (divenuta Vestale di massimo rango), Gaio Calpurnio Crasso Frugi Pisone Liciniano (console suffetto nell'87), Lucio Scribonio Libone Rupilio Frugi (console suffetto nell'88) e Licinio Scriboniano Camerino.